# Баћица
Баћица је насеље у Србији у општини Тутин у Рашком округу. Према попису из 2022. било је 409 становника.

## Демографија
У насељу Баћица живи 224 пунолетна становника, а просечна старост становништва износи 30,0 година (29,9 код мушкараца и 30,1 код жена). У насељу има 55 домаћинстава, а просечан број чланова по домаћинству је 6,31.
Ово насеље је великим делом насељено Бошњацима (према попису из 2002. године), а у последња три пописа, примећен је пад у броју становника.
|  |

| Демографија | Демографија | Демографија |
| Година      | Становника  | Становника  |
| ----------- | ----------- | ----------- |
| 1948.       | 346         |             |
| 1953.       | 391         |             |
| 1961.       | 451         |             |
| 1971.       | 506         |             |
| 1981.       | 521         |             |
| 1991.       | 441         | 417         |
| 2002.       | 347         | 405         |

| Етнички састав према попису из 2002.‍ | Етнички састав према попису из 2002.‍ | Етнички састав према попису из 2002.‍ | Етнички састав према попису из 2002.‍ | Етнички састав према попису из 2002.‍ |
| ------------------------------------ | ------------------------------------ | ------------------------------------ | ------------------------------------ | ------------------------------------ |
|                                      |                                      |                                      |                                      |                                      |
| Бошњаци                              | Бошњаци                              |                                      | 345                                  | 99,42%                               |
| Срби                                 | Срби                                 |                                      | 1                                    | 0,28%                                |
| непознато                            | непознато                            |                                      | 1                                    | 0,28%                                |

| Година пописа     | 1948. | 1953. | 1961. | 1971. | 1981. | 1991. | 2002. |
| ----------------- | ----- | ----- | ----- | ----- | ----- | ----- | ----- |
| Број домаћинстава | 65    | 62    | 66    | 75    | 78    | 65    | 55    |

| Број чланова      | 1 | 2 | 3 | 4 | 5 | 6  | 7 | 8 | 9 | 10 и више | Просек |
| ----------------- | - | - | - | - | - | -- | - | - | - | --------- | ------ |
| Број домаћинстава | 1 | 3 | 5 | 3 | 8 | 12 | 9 | 3 | 6 | 5         | 6,31   |

| Пол    | Укупно | Неожењен/Неудата | Ожењен/Удата | Удовац/Удовица | Разведен/Разведена | Непознато |
| ------ | ------ | ---------------- | ------------ | -------------- | ------------------ | --------- |
| Мушки  | 122    | 43               | 73           | 5              | 1                  | 0         |
| Женски | 119    | 27               | 80           | 12             | 0                  | 0         |
| УКУПНО | 241    | 70               | 153          | 17             | 1                  | 0         |

| Пол    | Укупно                    | Пољопривреда, лов и шумарство | Рибарство                            | Вађење руде и камена | Прерађивачка индустрија       |
| ------ | ------------------------- | ----------------------------- | ------------------------------------ | -------------------- | ----------------------------- |
| Мушки  | 77                        | 62                            | 0                                    | 0                    | 3                             |
| Женски | 53                        | 50                            | 0                                    | 0                    | 2                             |
| УКУПНО | 130                       | 112                           | 0                                    | 0                    | 5                             |
| Пол    | Производња и снабдевање   | Грађевинарство                | Трговина                             | Хотели и ресторани   | Саобраћај, складиштење и везе |
| Мушки  | 0                         | 8                             | 0                                    | 0                    | 0                             |
| Женски | 0                         | 0                             | 0                                    | 0                    | 0                             |
| УКУПНО | 0                         | 8                             | 0                                    | 0                    | 0                             |
| Пол    | Финансијско посредовање   | Некретнине                    | Државна управа и одбрана             | Образовање           | Здравствени и социјални рад   |
| Мушки  | 0                         | 0                             | 0                                    | 3                    | 0                             |
| Женски | 0                         | 0                             | 0                                    | 1                    | 0                             |
| УКУПНО | 0                         | 0                             | 0                                    | 4                    | 0                             |
| Пол    | Остале услужне активности | Приватна домаћинства          | Екстериторијалне организације и тела | Непознато            | Непознато                     |
| Мушки  | 1                         | 0                             | 0                                    | 0                    | 0                             |
| Женски | 0                         | 0                             | 0                                    | 0                    | 0                             |
| УКУПНО | 1                         | 0                             | 0                                    | 0                    | 0                             |